# Tamisiocaris borealis
Tamisiocaris borealis er en fortidig art og er anset som et af de første rovdyr. Den tilhører familien Anomalocarididae, og er muligvis en stamform til den kendte Anomalocaris. T. borealis har været op mod en meter lang, haft finner, mund med tænder og et arm-lignende vedhæng. Forsteninger af dyret er fundet i Sirius Passet i det nordligste Grønland i 1991.
Palæontologer vurderer at rovdyret kan have haft betydning for udviklingen af andre arter under den kambriske eksplosion for omkring 520 millioner år siden.

### Yderligere
1. Allison C. Daley & John S. Peel (marts 2010). "A possible anomalocaridid from the cambrian Sirius Passet Lagerstëtte, North Greenland". Journal of Paleontology. 84 (2): 352-355. doi:10.1666/09-136R1.1.